# Saint James (Port of Spain)
Saint James ist ein 1938 eingemeindeter Stadtteil der Hauptstadt von Trinidad und Tobago, Port of Spain. 

## Lage
Der Stadtteil grenzt im Westen an Cocorite, im Südosten an Woodbrook, im Osten an St. Clair und im Norden an Ellerslie Park und Maraval. 

## Geschichte
St. James wurde am 1. Juni 1938 nach Port of Spain eingemeindet. Zu diesem Zeitpunkt hatte der Ort etwa 10.000 mehrheitlich indotrinidadische Einwohner, was die Demographie der mehrheitlich durch Afrotrinidadier, Weiße und Kreolen geprägten, etwa 70.000 Einwohner großen Hauptstadt signifikant veränderte.
Bis 1992 befand sich in St. James das Civil Aviation Training Center (CATC). 

## Kultur
In St. James befindet sich ein monumentales Grabmal in Gebäudeform, das an die 1945 eingewanderten Schia-Muslime erinnert, die auf den Zuckerrohrplantagen arbeiteten. Die Gedenkfeiern Ta'ziya (Muharram-Passionsfeiern) finden jedes Jahr hier statt. Zum Gebiet von St. James gehört auch das Fort George, das im frühen 18. Jahrhundert das hauptsächliche Verteidigungsbauwerk Trinidads war. Die Sängerin Nicki Minaj wurde 1982 in St. James geboren und wuchs dort auf, bevor sie mit ihren Eltern nach New York City umsiedelte.

## Galerie

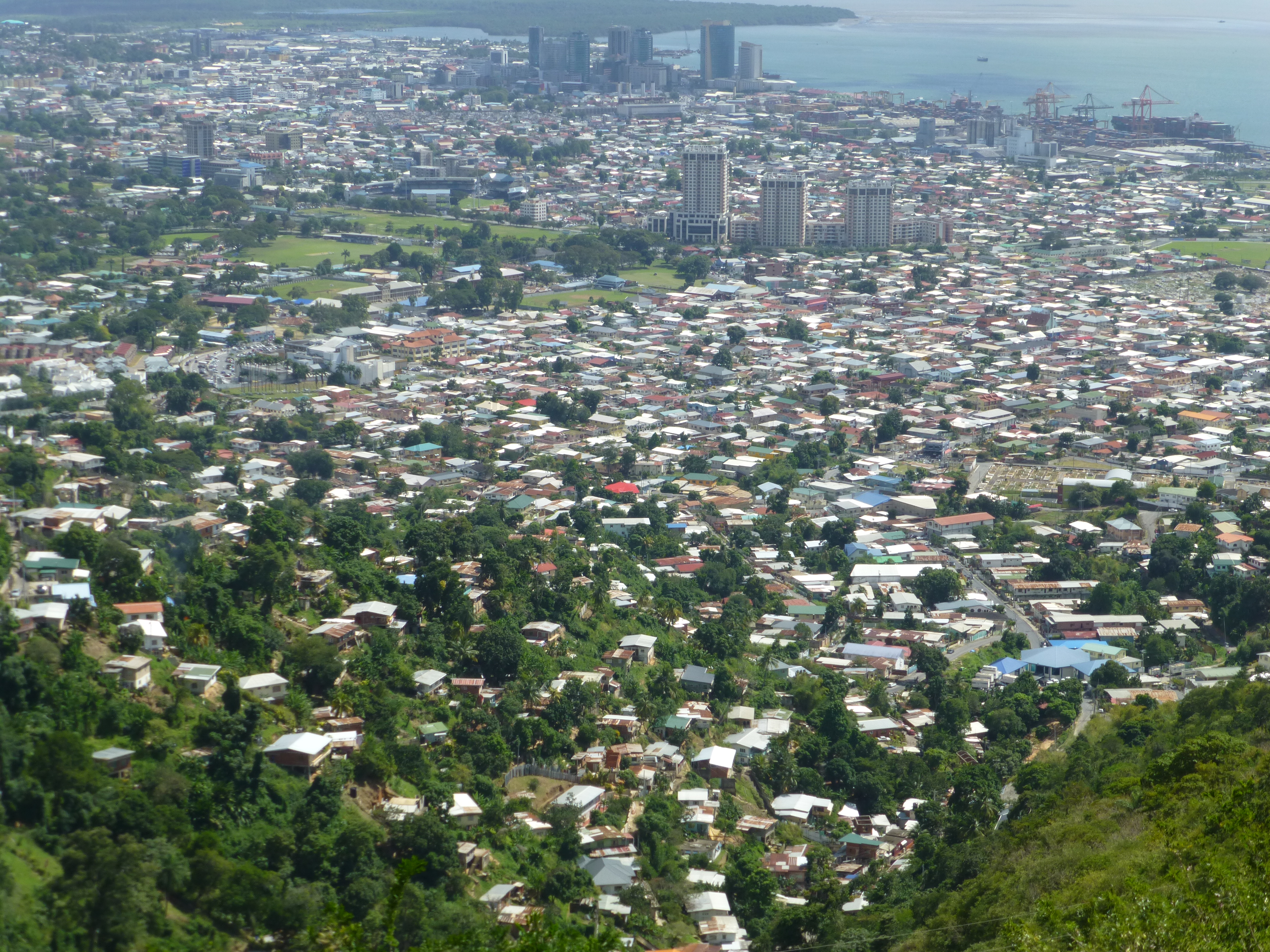
Port of Spain, in der Bildmitte St. James
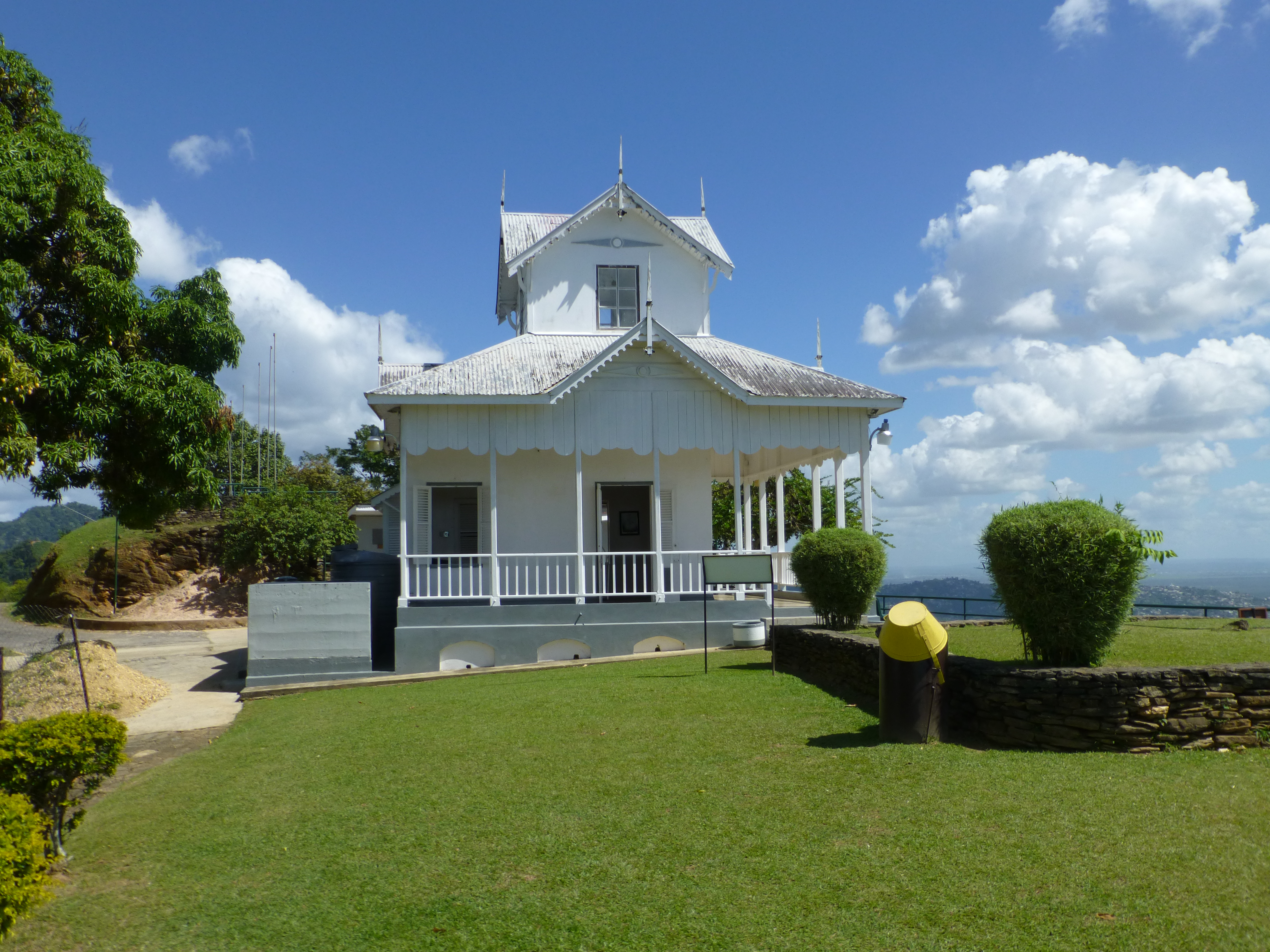
Fort George